# Kaardrog
De kaardrog (Leucoraja fullonica) is een vissensoort uit de familie Rajidae. De wetenschappelijke naam van de soort is gepubliceerd in 1758 door Linnaeus in de tiende editie van Systema naturae.